# Oceania Rugby Cup
L'Oceania Rugby Cup è una competizione internazionale di rugby a 15 organizzata dalla Oceania Rugby per le Nazionali emergenti oceaniane; a essa non prendono quindi parte né le due rappresentative maggiori del continente, Australia e Nuova Zelanda, che disputano il Championship, né quelle che normalmente prendono parte alla Coppa del Mondo, Figi, Samoa e Tonga.
Nata nel 2005, la squadra che l'ha vinta più volte è Papua Nuova Guinea, che si è affermata in cinque edizioni.
La formula più recente è quella del girone all'italiana.
Alcune edizioni della Oceania Cup, a partire dalla prima tenutasi nel 2005, furono e sono tuttora parte dei turni iniziali della zona asiatica di qualificazione alla Coppa del Mondo.

## Storia
Nel 2005 la FORU, la confederazione rugbistica oceaniana, istituì un torneo riservato alle Nazionali emergenti del continente, al fine di dar loro un torneo ufficiale per cui competere su base periodica; per tale ragione da tale competizione furono escluse le formazioni storicamente più forti del continente, quali Nuova Zelanda, Australia, Figi, Samoa e Tonga.
Furono 10 le Nazionali ammesse a partecipare a tale nuova competizione, chiamata Oceania Cup, e cioè Isole Cook, Niue, Nuova Caledonia, Papua Nuova Guinea, Isole Salomone, Samoa Americane, Tahiti, Tuvalu, Vanuatu e Wallis e Futuna.
La prima edizione del torneo fu anche parte delle qualificazioni oceaniane alla Coppa del Mondo di rugby 2007, consuetudine ripresa nel 2009 per le qualificazioni alla Coppa del 2011 e nel 2013 per quella del 2015.
I primi campioni furono le Isole Cook, che sono anche i campioni uscenti del torneo, avendone vinto la più recente edizione, che si disputa dal 2009 su base biennale; Papua Nuova Guinea ha vinto tre edizioni mentre Niue ne ha vinta una.
La formula in uso dal 2011 è quella del girone all'italiana; in precedenza, dipendentemente dal numero di squadre partecipanti, il torneo si svolse sia a eliminazione diretta sia con la formula gironi più playoff.

## Albo d'oro
| Edizione | Squadre | Campione                                  | 2ª classificata                           | 3ª classificata                           |
| -------- | ------- | ----------------------------------------- | ----------------------------------------- | ----------------------------------------- |
| 2005     | 6       | Isole Cook                                | Papua Nuova Guinea                        | ―                                         |
| 2006     | 5       | Edizione incompleta; finale mai disputata | Edizione incompleta; finale mai disputata | Edizione incompleta; finale mai disputata |
| 2007     | 7       | Papua Nuova Guinea                        | Niue                                      | ―                                         |
| 2008     | 4       | Niue                                      | Nuova Caledonia                           | ―                                         |
| 2009     | 4       | Papua Nuova Guinea                        | Isole Cook                                | ―                                         |
| 2011     | 4       | Papua Nuova Guinea                        | Isole Salomone                            | Niue                                      |
| 2013     | 4       | Isole Cook                                | Papua Nuova Guinea                        | Isole Salomone                            |
| 2015     | 4       | Papua Nuova Guinea                        | Tahiti                                    | Samoa Americane                           |
| 2017     | 2       | Isole Cook                                | Tahiti                                    | -                                         |
| 2019     | 4       | Papua Nuova Guinea                        | Niue                                      | Isole Salomone                            |